# Estación de Cantón Norte
La estación de ferrocarril Cantón Norte (en chino tradicional, 廣州北站; en chino simplificado, 广州北站; pinyin, Guǎngzhōuběi Zhàn; jyutping, gwong2 zau1 bak1 zaam6) es una estación de ferrocarril en la provincia de Guangdong, China, inaugurada en 1908. Se encuentra en el distrito de Huadu en los suburbios del norte de la capital provincial Guangzhou.
La estación es servida tanto por los trenes de alta velocidad del ferrocarril Wuhan-Guangzhou como por los trenes de pasajeros regulares en el ferrocarril original (ferrocarril Jingguang) que circula por la misma ruta.
La estación de tren Cantón Sur, a 17 km del centro de Guangzhou, ahora recibe la mayoría de los trenes de alta velocidad hacia y desde la ciudad, y su apertura disminuyó la importancia de la algo remota estación norte de Guangzhou.